# Adam Barrett
Adam Barrett (Reading, 30 de julio de 1992) es un deportista británico que compitió en natación. Ganó una medalla de oro en el Campeonato Europeo de Natación de 2014, en la prueba de 4 × 100 m estilos.

## Palmarés internacional
| Campeonato Europeo | Campeonato Europeo | Campeonato Europeo | Campeonato Europeo |
| Año                | Lugar              | Medalla            | Prueba             |
| ------------------ | ------------------ | ------------------ | ------------------ |
| 2014               | Berlín (Alemania)  | Medalla de oro     | 4 × 100 m estilos  |